# Thiotte
Thiotte (Tyòt en créole) est une commune d'Haïti dans le département du Sud Est (Arrondissement de Belle-Anse), située au sud de Jacmel.

## Démographie
La commune est peuplée de 23 041 habitants(recensement par estimation de 2009).

## Administration
La commune est composée des sections communales de :
- Pot-de-Chambre
- Colombier

## Économie
L'économie locale repose sur la production du café.
L'extraction de la bauxite est exploitée à Thiotte.
En mai 2004, Thiotte a été presque entièrement détruite par une inondation.
L'électrification de la ville fut longtemps un problème récurrent. Depuis 2008 un projet a enfin vu le jour afin de remédier à cette situation.

## Sources
1. ↑  [PDF] (fr) Population totale, par sexe et population de 18 ans et plus estimées en 2009, au niveau des différentes unités géographiques sur le site de l'Institut haïtien de statistique et d'informatique (IHSI)
2. ↑  http://www.lematinhaiti.com/Article.asp?ID=16892